# Shania Twain (álbum)
Shania Twain é o álbum de estréia auto-intitulado da cantora canadense Shania Twain, lançado em 20 de abril de 1993 por Polygram e Mercury Records. O álbum alcançou um sucesso comercial mediano em todo o mundo quando lançado pela primeira vez, mas após o sucesso significativo dos álbuns de estúdio posteriores de Twain, um interesse crescente em Shania Twain se desenvolveu, levando-o a ser certificado de platina nos Estados Unidos pelas mais de um milhão de cópias comercializadas. Nenhuma das músicas do álbum foi incluída no álbum Greatest Hits de Twain, lançado em 2004.
Três músicas foram originalmente gravadas por outros artistas. "There Goes the Neighborhood" foi gravado por Joe Diffie em seu álbum de 1990 A Thousand Winding Roads, "When He Leaves You" foi anteriormente um single para Donna Meade em 1989, e "You Lay Whole Love in Me" foi gravado por Con Hunley em 1980 e Tom Jones em 1983. Em sua autobiografia de 2011, From This Moment On, Twain expressou descontentamento com seu álbum de estúdio de estréia, revelando que ela tinha muito pouco controle criativo e expressou frustração por ser incapaz de mostrar sua capacidade de composição.

## Faixas
| N.º | Título                                | Compositor(es)                         | Duração |  |
| 1.  | "What Made You Say That"              | Tony Haselden Stan Munsey              | 2:58    |  |
| 2.  | "You Lay a Whole Lot of Love on Me"   | Hank Beach Forest Borders II           | 2:48    |  |
| 3.  | "Dance with the One That Brought You" | Sam Hogin Gretchen Peters              | 2:23    |  |
| 4.  | "Still Under the Weather"             | Skip Ewing L.E. White Michael White    | 3:06    |  |
| 5.  | "God Ain't Gonna Getcha for That"     | Shania Twain Kent Robbins              | 2:44    |  |
| 6.  | "Got a Hold on Me"                    | Rachel Newman                          | 2:14    |  |
| 7.  | "There Goes the Neighborhood"         | Tommy Dodson Bill C. Graham Alan Laney | 3:17    |  |
| 8.  | "Forget Me"                           | Stephony Smith                         | 3:21    |  |
| 9.  | "When He Leaves You"                  | Mike Reid Robbins                      | 4:21    |  |
| 10. | "Crime of the Century"                | Richard Fagan Ralph Murphy             | 3:29    |  |

## Créditos
- Bateria: Paul Leim , Larrie Londin
- Percussão: Terry McMillan
- Baixo: Mike Brignardello, Glenn Worf
- Violão: Mark Casstevens, Frank Allen, Chris Leuzinger, Billy Joe Walker, Jr. , John Willis
- Guitarra Elétrica: Steve Gibson, Billy Joe Walker Jr. , Reggie Young
- Guitarra de aço: Sonny Garrish
- Sintetizador: Costo Davis
- Teclados: David Briggs , Costo Davis, Gary Prim
- Harmônica: Terry McMillan, Kirk "Jelly Roll" Johnson
- Vocais principais: Shania Twain
- Backing vocals: Anthony Martin, John Wesley Ryles , Ronny Scaife, Shania Twain, Cindy Richardson Walker, Dennis Wilson, Curtis Young
- Produzido por Norro Wilson e Harold Shedd
- Projetado e mixado por Jim Cotton, Todd Culross, Graeme Smith e Joe Scaife
- Masterizado por Marty Williams

## Desemepenho nas tabelas musicais

### Paradas Semanais
| Chart (1993–2000)                     | Maior posição |
| ------------------------------------- | ------------- |
| Canadá (RPM)                          | 28            |
| Estados Unidos (Top Country Albums)   | 67            |
| Estados Unidos (Top Catalog Albums)   | 35            |
| Noruega (VG-lista)                    | 40            |
| Escócia (Official Scottish Albums)    | 64            |
| Reino Unido (OCC)                     | 113           |
| Reino Unido (UK Country Albums Chart) | 3             |

## Vendas e certificações
| Região                                                                                             | Certificação | Vendas     |
| -------------------------------------------------------------------------------------------------- | ------------ | ---------- |
| Canadá (Music Canada)                                                                              | 2× Platina   | 200,000^   |
| Estados Unidos (RIAA)                                                                              | Platina      | 1,000,000^ |
| Reino Unido (BPI)                                                                                  | Prata        | 85,692     |
| *números de vendas baseados somente na certificação ^distribuições baseadas apenas na certificação |              |            |

## Histórico de lançamento
| Região              | Data                  | Formato     | Gravadora         |
| ------------------- | --------------------- | ----------- | ----------------- |
| EUA, Canadá         | 20 de abril de 1993   | CD, cassete | Mercury Nashville |
| Reino Unido, Europa | Maio de 2000          | CD          | Mercury Nashville |
| EUA                 | 14 de outubro de 2016 | LP          | Mercury Nashville |